# Helena Petre
Helena Sophia Petre (även Petré), född Berg 1 juli 1834, död 29 november 1880, var en svensk sångerska.
Helena Petre var dotter och elev till operasångaren Isak Albert Berg. Hon framträdde vid konserter i Sverige, Tyskland och Frankrike. Lotten Dahlgren skrev om henne i Lyran (1913) "den för sin nobla personlighet, ovanliga skönhet och vackra stämma vidtberömda". Hon gifte sig 1860 med brukspatronen på Hammarby, Hjalmar Petre (1832–1898). Helena Petre invaldes som ledamot 431 av Kungliga Musikaliska Akademien den 21 januari 1869.
Helena (Berg) Petre är en av huvudpersonerna i Agneta Pleijels roman Syster och bror (2009).